# Ejército Japonés del Área Sur de China

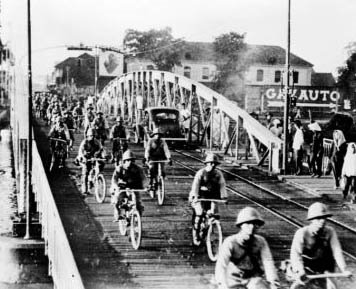
El Ejército japonés durante la toma del puente de Saigón

El Ejército del Área Sur de China (南支那方面軍 Minami Shiina hōmen gun) fue un ejército de campaña del Ejército Imperial Japonés durante la segunda guerra sino-japonesa.

## Historia
El Ejército del Área Sur de China se formó el 9 de febrero de 1940 bajo el control del Ejército Expedicionario de China. Fue transferido al control directo por el Cuartel General Imperial el 23 de julio de 1940. Con sede en Cantón, fue responsable de la dirección de la invasión japonesa del sur de China, la guarnición de la provincia de Guangdong ocupada por los japoneses y el control de las operaciones militares en la vecina provincia de Guangxi. Se disolvió el 26 de junio de 1941 y sus unidades componentes se reasignaron de nuevo al Ejército Expedicionario de China.

## Comandantes

### Oficiales al mando
|   | Nombre                        | Desde                 | Hasta                |
| - | ----------------------------- | --------------------- | -------------------- |
| 1 | Teniente General Rikichi Ando | 10 de febrero de 1940 | 5 de octubre de 1940 |
| 2 | Teniente General Jun Ushiroku | 5 de octubre de 1940  | 26 de junio de 1941  |

### Jefes de Estado Mayor
|   | Nombre                       | Desde                 | Hasta               |
| - | ---------------------------- | --------------------- | ------------------- |
| 1 | Mayor General Hiroshi Nemoto | 10 de febrero de 1940 | 1 de marzo de 1941  |
| 2 | Mayor General Rimpei Katō    | 1 de marzo de 1941    | 28 de junio de 1941 |